# A Salty Dog
A Salty Dog es el tercer álbum de estudio del grupo de rock progresivo británico Procol Harum, publicado en 1969 por las discográficas Regal Zonophone Records y A&M. Fue el primer trabajo discográfico de la banda producido por Matthew Fisher, quien abandonó la agrupación poco tiempo después de su publicación. También se trata del último álbum de Procol Harum en el que participó el bajista David Knights.
La canción homónima, lanzada como sencillo principal, alcanzó la posición No. 44 en la lista de éxitos UK Singles Chart en 1969. El álbum logró la posición No. 27 en la lista UK Albums Chart.

## Lista de canciones
| Lado A |                              |                               |          |  |
| N.º    | Título                       | Escritor(es)                  | Duración |  |
| 1.     | «A Salty Dog»                | Gary Brooker, Keith Reid      | 4:41     |  |
| 2.     | «The Milk of Human Kindness» | Brooker, Reid                 | 3:47     |  |
| 3.     | «Too Much Between Us»        | Brooker, Robin Trower, Reid   | 3:45     |  |
| 4.     | «The Devil Came from Kansas» | Brooker, Reid                 | 4:38     |  |
| 5.     | «Boredom»                    | Matthew Fisher, Brooker, Reid | 4:34     |  |

| Lado B |                         |                    |          |  |
| N.º    | Título                  | Escritor(es)       | Duración |  |
| 1.     | «Juicy John Pink»       | Robin Trower, Reid | 2:08     |  |
| 2.     | «Wreck of the Hesperus» | Fisher, Reid       | 3:49     |  |
| 3.     | «All This and More»     | Brooker, Reid      | 3:52     |  |
| 4.     | «Crucifiction Lane»     | Robin Trower, Reid | 5:03     |  |
| 5.     | «Pilgrim's Progress»    | Fisher, Reid       | 4:32     |  |

## Créditos
- Gary Brooker – voz, piano
- Robin Trower – guitarra, teclados
- Matthew Fisher – órgano, piano, marimba, guitarras
- David Knights – bajo
- B.J. Wilson – batería
- Keith Reid – letras